# Petr Bartůněk
Petr Bartůněk (ur. 8 stycznia 1991) – czeski pływak, specjalizujący się w stylu klasycznym i dowolnym.
Brązowy medalista mistrzostw Europy na krótkim basenie z Chartres (2012) w sztafecie 4 x 50 m stylem zmiennym oraz z Herning (2013) w mieszanej sztafecie 4 x 50 m stylem zmiennym. Brązowy medalista mistrzostw Europy juniorów z Pragi (2009) na 50 m żabką.